# 藤原冬嗣
藤原 冬嗣（ふじわら の ふゆつぐ）は、平安時代初期の公卿、歌人。藤原北家、右大臣・藤原内麻呂の次男。官位は正二位・左大臣、贈正一位・太政大臣。閑院大臣と号す。

## 経歴

### 桓武朝・平城朝
桓武朝では大判事・左衛士大尉を歴任する。平城天皇が即位した大同元年（806年）従五位下・春宮大進に叙任されると、大同2年（807年）には春宮亮に昇進する等、平城朝では皇太子・賀美能親王に仕える一方、侍従・右少弁も務めた。

### 嵯峨朝
大同4年（809年）賀美能親王の即位（嵯峨天皇）に伴って一挙に四階昇進して従四位下・左衛士督に叙任される等、春宮時代から仕えた側近として嵯峨天皇からの信頼が厚く、大同5年（810年）平城宮に移った平城上皇と尚侍・藤原薬子に対抗して、嵯峨天皇が秘書機関として蔵人所を設置すると、巨勢野足と共に初代の蔵人頭に任ぜられる。
同年9月に発生した薬子の変 (平城太上天皇の変)に伴い、長兄の参議・藤原真夏が失脚する。一方で、冬嗣は11月に従四位上に叙せられると、翌弘仁2年（811年）に参議に任ぜられ公卿に列す。弘仁3年（812年）10月に父の右大臣・藤原内麻呂が没すると同年11月に正四位下、弘仁5年（814年）には年齢は1歳上ながら桓武朝において異例の昇進を遂げ、冬嗣より10年近く早く参議となっていた藤原式家の緒嗣をも追い越し従三位に叙せられるなど、嵯峨天皇の下で急速に昇進する。しかし内麻呂の没後は、右大臣・藤原園人が藤原氏の氏上として一族および政権を統括しており、一介の参議であった冬嗣は対抗できる立場になかった。
当時、嵯峨天皇の後宮には妃・高津内親王と夫人・橘嘉智子がおり、それぞれ業良親王と正良親王を儲けていた。血筋の面からは高津内親王が后として第一の存在であったが、嘉智子は類い希なる美貌の持ち主で嵯峨天皇から厚い寵愛を受けていた。ここで、高津内親王の廃妃が行われ、弘仁6年（815年）に橘嘉智子が立后するが、これについて、以下理由で冬嗣の策謀であったとする見方がある。
- 冬嗣にとって、妻の藤原美都子を通じて、橘嘉智子は遠縁にあたる。
- 橘嘉智子の父である橘清友が既に没しており、外戚が堅固でなかった。
- 橘嘉智子の高祖母である県犬養橘三千代が、冬嗣の高祖父である藤原不比等と再婚しており、藤原氏と橘氏は縁戚関係にあった。

嘉智子の立后後、冬嗣と嘉智子の連携を見て自身の出処進退を悟ったためか、藤原園人は平城朝から嵯峨朝にかけて積極的に行ってきた政策提言をほとんどやめてしまう。一方で、冬嗣はその後、弘仁7年（816年）10月に文室綿麻呂を越えて権中納言に任ぜられると、わずか4ヶ月後の弘仁8年（817年）2月に中納言に抜擢される。
冬嗣は中納言就任を機に、同年9月に父の内麻呂が深く帰依した法華経に因んで、興福寺南円堂の前で初めて法華会（法華経講説の法会）を開催する。この法会は毎年9月30日から内麻呂の忌日である10月6日までの開催であったが、既に宮中三大会として朝廷の行事となっていた興福寺講堂で行われる維摩会が10月10日から藤原鎌足の忌日である10月16日まで行われていることから、維摩会を意識して法華会を創始したことは明らかである。この時点では、20歳年長で先任の中納言である藤原葛野麻呂が健在であり、園人の後を受けて氏長者となる可能性もあった。そのため、冬嗣は法華会の開催により内麻呂の後継者であることを強調することで、氏長者となるために葛野麻呂に対して優位に立とうとしたものと考えられる。
弘仁9年（819年）6月に冬嗣は藤原葛野麻呂を越えて大納言に任ぜられると、同年12月の右大臣・藤原園人の薨去により、台閣の首班に立ち、弘仁12年（821年）には右大臣に昇った。嵯峨朝後半には『弘仁格式』（弘仁11年〔820年〕完成）や『内裏式』（弘仁12年〔821年〕完成）の編纂を主導し、嵯峨親政体制の構築に尽力した。また、弘仁3年（812年）に父・内麻呂が没したのち、冬嗣は左近衛大将の官職を引き継いでおり軍事面でも中心的な立場にあった。
弘仁14年（823年）嵯峨天皇が淳和天皇に譲位するが、これに前後して冬嗣の次男・藤原良房と嵯峨天皇の娘・源潔姫の結婚と、冬嗣の娘・藤原順子の嵯峨天皇の皇子で新春宮の正良親王（のち仁明天皇）への入内が行われる。この嵯峨天皇家と冬嗣家の二重の婚姻、特に順子の入内は天皇家の外戚としての冬嗣の立場を確立するとともに、淳和天皇の言動に掣肘を加え、その外叔父である大納言・藤原緒嗣を抑えるものであったと考えられる。

### 淳和朝
天長2年（825年）に淳和天皇の外叔父として藤原緒嗣が大納言から右大臣に昇進すると、冬嗣は左大臣に就任する。これは、天応2年（782年）に北家の藤原魚名が免官となって以来、43年ぶりの任官であった。
が、翌天長3年（826年）7月24日薨去。享年52。最終官位は左大臣正二位兼行左近衛大将。没後まもなく正一位を贈られる。さらに娘で仁明天皇の女御であった順子所生の道康親王が嘉祥3年（850年）に即位（文徳天皇）した際に、太政大臣を追贈された。
平安左京三条二坊にあった私邸が閑院邸と称された事から、閑院大臣と言われる。

## 人物
才能と度量があり、温和でゆったりとした性格であった。文武の才を兼ね備える一方、柔軟な考え方を持ち、寛容な態度で他人接した事から人々の歓心を得る事ができた。また、与えられた封戸を分けて貧しい人への施しを行ったという。
嵯峨天皇の命令を受けて『弘仁格式』『日本後紀』『内裏式』等の編纂に従事した。また、『文華秀麗集』を撰進し、その『文華秀麗集』のほか『凌雲集』『経国集』に漢詩作品が採録されるなど、冬嗣は中国古典にも精通していたらしく、その面でも中国文化に傾倒した嵯峨天皇の期待に十分応えたものと考えられる。なお、勅撰歌人として『後撰和歌集』に4首の和歌作品が採録されている。
政界での活躍の他、藤原氏の長として一族をまとめる事に心を砕き、弘仁12年（821年）に藤原氏子弟の教育機関として大学別曹の勧学院を建立したほか、かつて光明皇后の発願により儲けられた施薬院の復興・経営も行い、両者を合わせて運営費用として大臣の職封2000戸うち半分の1000戸を充てた。また、弘仁4年（813年）に氏寺の興福寺への南円堂の建立を行い、南円堂の建立時に内麻呂が造立した不空羂索観音を安置したとされる。

## 官歴
脚注のないものは『六国史』による。
- 延暦20年（801年） 閏正月6日：大判事[12]
- 延暦21年（802年） 3月：左衛士大尉[注釈 3][12]。5月14日：左衛士大尉[12]
- 大同元年（806年） 10月9日[注釈 4]：従五位下、春宮大進[12]（春宮・賀美能親王）
- 大同2年（807年） 正月23日：春宮亮[12]
- 大同4年（809年） 正月16日：兼侍従。2月13日：右少弁、侍従春宮亮如元。4月13日：正五位下（嵯峨天皇即位）。4月14日：従四位下、左衛士督[12]。5月5日：兼大舎人頭[12]。12月：兼中務大輔[12]
- 大同5年（810年） 正月：兼備中守[12]。3月10日：蔵人頭[12]。7月16日：美作守[12]。9月6日：造宮使。9月16日：兼式部大輔。11月22日：従四位上
- 弘仁2年（811年） 正月29日：参議。6月：左衛門督[12]。10月11日：兼春宮大夫（春宮：大伴親王）、停式部大輔
- 弘仁3年（812年） 10月：辞官（父服喪）[12]。11月28日：復本官。12月5日：正四位下、兼左近衛大将[12]
- 弘仁5年（814年） 4月28日：従三位
- 弘仁7年（816年） 正月：兼近江守[12]。10月18日：権中納言[12]。日付不詳：陸奥出羽按察使[12]
- 弘仁8年（817年） 2月2日：中納言[12]
- 弘仁9年（818年） 6月16日：正三位、大納言
- 弘仁12年（821年） 正月9日：右大臣
- 弘仁13年（822年） 正月7日：従二位[12]
- 弘仁14年（823年） 4月27日：正二位
- 天長2年（825年） 4月5日：左大臣
- 天長3年（826年） 7月24日：薨去（左大臣正二位兼行左近衛大将）。7月26日：贈正一位
- 嘉祥3年（850年） 7月17日：贈太政大臣

## 系譜
『尊卑分脈』による。
- 父：藤原内麻呂
- 母：百済永継 - 飛鳥部奈止麻呂女、のち桓武天皇女嬬、良岑安世母
- 同母兄: 藤原真夏
- 妻：藤原美都子 - 藤原真作女
  - 長男：藤原長良（802-856）
  - 二男：藤原良房（804-872）
  - 五男：藤原良相（811-867）
  - 長女：藤原順子（809-871） - 仁明天皇女御、文徳天皇母
- 妻：百済王仁貞女
  - 三男：藤原良方（?-?）
- 妻：安倍男笠女
  - 四男：藤原良輔（?-?）
  - 六男：藤原良門 - 勧修寺流祖
- 妻：嶋田村作女（?-860）
  - 七男：藤原良仁（819-860）
- 妻：大庭王女
  - 八男：藤原良世（823-900）
- 妻：不明
  - 次女：藤原古子 - 文徳天皇女御

栗原弘は、藤原美都子が最初の子である長良を生んだ際に冬嗣が既に28歳である事、冬嗣より美都子が6歳年下である事から、20歳前には既に妻を迎えている当時の貴族の男子の慣例と比較した場合の異質性を指摘し、美都子の前に逸名の妻が存在したとする説を唱えている。また、請田正幸は藤原良房を生んだのは藤原美都子ではなく八男・良世を生んだ大庭王の娘であったとする説を唱えており、冬嗣と大庭王の娘の婚姻は冬嗣が中納言（25歳）となった延暦17年（799年）以降に成立したとする説を唱えている。
冬嗣の子息の名前には「良」が通字として使用されている。一方で、嵯峨天皇の諸皇子の名前にも同じく「良」が使われており（正良、業良、秀良など）、皇子の生年時期から冬嗣の子息の名前を承知した上で命名されたものと見られる。さらに、仁明天皇（正良）の即位後も、「良」を使った冬嗣の子息が改名するような動きも全くなかった。これについて瀧浪貞子は、冬嗣と嵯峨天皇・橘嘉智子の間でそれぞれの子息に「良」の字を共通させることで、冬嗣一家を天皇家の縁戚と見做す表明であったとする見解を唱えている。

## 藤原冬嗣を題材とした小説
- 永井路子『王朝序曲』角川書店，1993年